# State Auditor

Siegel des State Auditor von Missouri

Als State Auditor werden in den Vereinigten Staaten gewählte oder ernannte Regierungsbeamte bezeichnet, die auf Bundesstaatsebene das Amt eines staatlichen Rechnungsprüfers einnehmen. In manchen Staaten tragen diese Personen auch den Titel eines Comptroller oder Controller.

## Bedeutung des Amtes in den verschiedenen Staaten
In den meisten Staaten steht der Auditor einer entsprechenden Behörde vor und ist in der Regel Mitglied der Staatsregierung. In Texas wurde das Amt des State Auditor and Efficiency Expert im Jahr 1929 durch das Staatsparlament eingerichtet. Der jeweilige Amtsinhaber erhielt die Befugnis zur Kontrolle aller Rechnungsbücher und Abrechnungen der staatlichen Behörden. Ihm oblag auch die Prüfung der Effizienz der Staatsbediensteten. Ernannt wurde der Auditor durch den jeweiligen Gouverneur, der auch das Recht hatte, ihn jederzeit abzuberufen. 1943 nahm die Texas Legislature eine Verfassungsänderung vor, wonach nun die Parlamentarier den State Auditor wählten. Der Amtsinhaber musste nun auch ein zertifizierter Rechnungsprüfer sein. Diese Änderungen führten zu einer deutlich höheren Kontinuität im Amt, in dem es zuvor zahlreiche Wechsel gegeben hatte.
In Minnesota ist der Posten des State Auditor ein politisches Wahlamt mit vierjähriger Amtsdauer. Nach eigener Pflichtbeschreibung ist es die Aufgabe des Auditor of Minnesota, die Finanzen der Kommunalverwaltung zu überwachen, um im Interesse der Steuerzahler für ein verantwortliches Wirtschaften der Städte und Gemeinden zu sorgen.
Komplex ist die Situation in Kalifornien, dem bevölkerungsreichsten und drittgrößten US-Bundesstaat. Auch hier gibt es das Amt eines State Auditor, der einer unabhängigen und überparteilichen Behörde vorsteht, die ihre Prüfungen aber als externe Körperschaft vornimmt und eher einem Rechnungshof nach europäischem Verständnis gleicht. Dem steht das Amt des California State Controller gegenüber, der vom Volk gewählt wird und Mitglied der Regierung ist. Der State Controller fungiert im Kabinett des jeweiligen Gouverneurs als Chief Financial Officer und ist per Verfassung der staatliche Rechnungsprüfer und Buchhalter. Vergleichbar ist die Aufgabenteilung in Illinois.
Im Staat New York stellt sich die rechtliche Lage noch einmal etwas anders dar. Hier gab es ursprünglich ebenfalls einen State Auditor, der aber bereits 1797 durch einen State Comptroller ersetzt wurde. Dieser wurde vom Gouverneur ernannt und hatte die Aufgabe, die Rechnungsbücher des staatlichen Finanzministers (State Treasurer) zu sichten. 1846 erwirkten die Bürger von New York durch Mehrheitsentscheid bei einem Verfassungskonvent das Recht, den Comptroller direkt zu wählen. Erster Sieger der entsprechenden Wahl war der spätere US-Präsident Millard Fillmore. Im Jahr 1926 wurde das Amt des New York State Treasurer abgeschafft; die Pflichten des Finanzministers liegen seitdem ebenfalls beim Comptroller.

## Derzeitige Amtsinhaber
- Alabama: Jim Zeigler

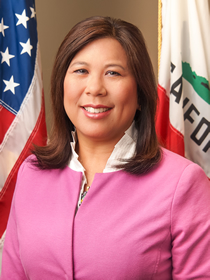
Betty Yee, California State Controller

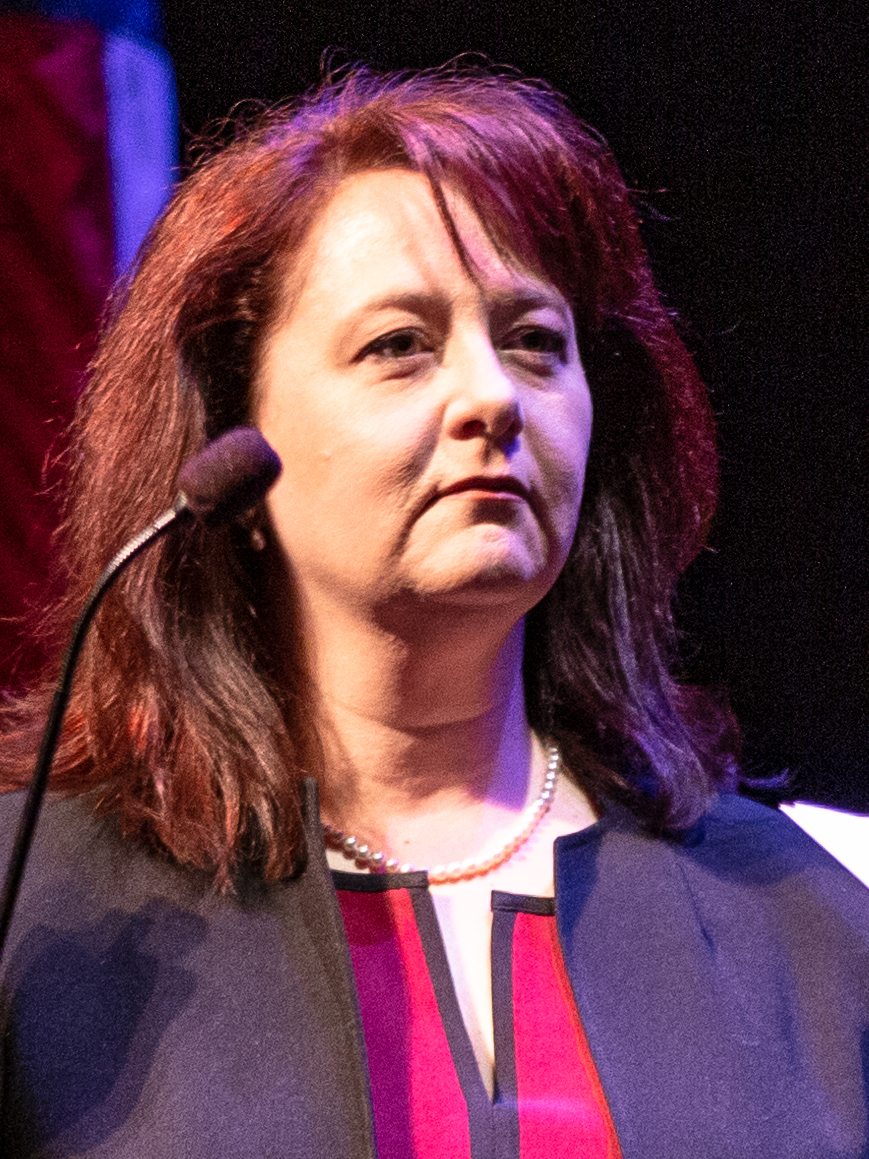
Julie Blaha, Minnesota State Auditor

- Alaska: Kris Curtis (Legislative Auditor)
- Arizona: Lindsey Perry (Auditor General)
- Arkansas: Andrea Lea
- Colorado: Dianne Ray
- Connecticut: Kevin Lembo (State Comptroller)
- Delaware: Kathy McGuiness
- Florida: Sherrill Norman
- Georgia: Greg Griffin
- Hawaii: Les Kondo
- Idaho: Brandon Woolf (State Controller)
- Illinois: Susana Mendoza (State Comptroller)
- Indiana: Tera Klutz
- Iowa: Rob Sand
- Kalifornien: Betty Yee (State Controller)
- Kansas: Justin Stowe (Legislative Auditor)
- Kentucky: Mike Harmon
- Louisiana: Daryl Purpera
- Maine: Pola Buckley
- Maryland: Peter Franchot (Comptroller of Maryland)
- Massachusetts: Suzanne M. Bump
- Michigan: Doug Ringler
- Minnesota: Julie Blaha
- Mississippi: Shad White
- Missouri: Nicole Galloway
- Montana: Troy Downing
- Nebraska: Charlie Janssen
- Nevada: Catherine Byrne
- New Hampshire: Michael Kane
- New Jersey: Stephen Eells
- New Mexico: Brian Colón
- New York: Thomas DiNapoli (State Comptroller)
- North Carolina: Beth Wood
- North Dakota: Josh Gallion
- Ohio: Keith Faber
- Oklahoma: Cindy Byrd (State Auditor and Inspector)
- Oregon: Kip Memmott
- Pennsylvania: Timothy DeFoor (Auditor General)
- Rhode Island: Dennis Hoyle
- South Carolina: Richard Eckstrom (Comptroller General)
- South Dakota: Rich Sattgast
- Tennessee: Justin P. Wilson
- Texas: Glenn Hegar
- Utah: John Dougall
- Vermont: Doug Hoffer (Auditor of Accounts)
- Virginia: Martha Mavredes
- Washington: Pat McCarthy
- West Virginia: John McCuskey
- Wisconsin: Joe Chrisman
- Wyoming: Kristi Racines